# Мирза Рза Ализаде
Мирза Рза Ализаде (азерб. Mirzə Rza Əlizadə, 1875, Талавери — 1942, Стамбул) — тифлисский учитель.

## Биография
Родился в 1875 году в Фахралах Борчалинского уезда. Учился в Тбилисской школе, а затем в Горийской семинарии в 1890-1895 годах. После окончания семинарии с 6 сентября 1895 года по лето 1899 года был учителем Телави-Гараджаларской школы, затем переводчиком у мирного посредника Борчалинского уезда, а в 1917-1918 годах помощником комиссара Борчалинского района Абдуррагим-бека Ахвердова, в 1918-19 учебном году работал директором Азербайджанской городской школы имени Пушкина в Тбилиси.
При создании Грузинской демократической республики занимал должность инспектора азербайджанских государственных школ, сыграв особую роль в их развитии. Его кандидатура на эту ответственную должность была представлена правительству Грузии в 1919 году Национальным советом азербайджанцев Грузии по инициативе азербайджанской фракции парламента. 1 августа того же года он принял документы нескольких азербайджанских школ Грузии.
В 1921-1931 годах работал главным инструктором азербайджанских школ в Наркомпросе Грузии, занимался преподаванием в Борчалах. Подвергался политическому преследованию в советский период из-за дружбы с Мамед Эмином Расулзаде и участия в организации Азербайджанской Демократической Республики в 1918 году. По совету Расулзаде он иммигрировал вместе со своими детьми в Турцию, где умер в 1942 году.